# قائمة العطل الرسمية في سلوفاكيا
قائمة العطل الرسمية  في سلوفاكيا (لا تحتوي القائمة على أيام الذكرى غير المقترنة بإعلانها أيام إجازة رسمية).
| التاريخ     | الاسم بالعربية                                                          | الاسم بالسلوفاكية                                                      | معلومات |
| ----------- | ----------------------------------------------------------------------- | ---------------------------------------------------------------------- | --- |
| 1 يناير     | عيد رأس السنة                                                           | Deň vzniku Slovenskej republiky                                        | انقسام تشيكوسلوفاكيا إلى دولتي التشيك وسلوفاكياعام 1993.                                                                                            |
| 6 يناير     | عيد الظهور الإلهي (يوم المجوس الثلاثة وعيد الميلاد للمسيحيين الأرثوذكس) | Zjavenie Pána (Traja králi a vianočný sviatok pravoslávnych kresťanov) | |
| إبريل، مارس | الجمعة العظيمة (عيد الفصح)                                              | Veľkonočný piatok                                                      | |
| إبريل، مارس | ليلة الاثنين العظيمة (اثنين عيد الفصح)                                  | Veľkonočný pondelok                                                    | |
| 1 مايو      | عيد العمال                                                              | Sviatok práce                                                          | |
| 8 مايو      | عيد النصر على الفاشية                                                   | Deň víťazstva nad fašizmom                                             | يوم انتهاء الجزء الأوروبي من الحرب العالمية الثانية.                                                                                                |
| 5 يوليو     | يوم كيرلس وميثوديوس                                                     | Sviatok svätého Cyrila a Metoda                                        | قدم القديسين كيرلس وميثوديوس من البلقان إلى مورافيا العظيمة في عام 863؛ لنشر الإيمان المسيحي ومحو الأمية.                                           |
| 29 أغسطس    | ذكرى الانتفاضة الوطنية السلوفاكية                                       | Výročie Slovenského národného povstania                                | ذكرى الانتفاضة الوطنية السلوفاكية ضد الاحتلال النازي عام 1944.                                                                                      |
| 15 سبتمبر   | عيد سيدة الأحزان السبعة، القديسة الشفيعة لسلوفاكيا.                     | Sviatok Panny Márie Sedembolestnej, patrónky Slovenska                 | القديس الشفيع لسلوفاكيا هي مريم العذراء (سيدة الأحزان السبعة).                                                                                      |
| 1 نوفمبر    | عيد جميع القديسين                                                       | Sviatok všetkých svätých                                               | يتم زيارة المقابر في هذا اليوم أوما حوله من أيام.                                                                                                   |
| 17 نوفمبر   | عيد النضال من أجل الحرية والديمقراطية.                                  | Deň boja za slobodu a demokraciu                                       | في يوم ذكرى التظاهرة الطلابية ضد الاحتلال النازي عام 1939 ،وذكرى المظاهرات في براغ وبراتيسلافا في عام 1989 التي كانت شرارة انطلاقة الثورة المخملية. |
| 24 ديسمبر   | ليلة عيد الميلاد                                                        | Štedrý deň                                                             | يتم الاحتفال بعيد الميلاد في مساء يوم الرابع والعشرين من ديسمبر.                                                                                    |
| 25 ديسمبر   | عيد الميلاد                                                             | Prvý sviatok vianočný                                                  | |
| 26 ديسمبر   | اليوم الثاني لعيد الميلاد                                               | Druhý sviatok vianočný                                                 | يوم القديس إسطفانوس. |